# 양산 통도사 대웅전 및 금강계단
양산 통도사 대웅전 및 금강계단(梁山 通度寺 大雄殿 및 金剛戒壇)은 대한민국 경상남도 양산시 하북면 지산리, 통도사에 있는 정면 3칸, 측면 5칸의 겹처마 팔작지붕 건물의 법당이다. 1997년 1월 1일 대한민국의 국보 제290호로 지정되었다.

## 개요
통도사의 가람건축들은 대부분 동서방향으로 배치되어 있으나 대웅전은 남쪽을 향하고 있으며, 뒤쪽에는 금강계단이 있다. 계단의 사리탑 속에는 자장(慈藏)이 당나라에서 가져온 석가의 진신사리(眞身舍利)가 봉안되어 대웅전 안에는 불상을 안치하지 않고 큰 불단만을 마련하였다.1961년 7월 보수공사 때 발견된 동쪽 합각(合閣) 머리의 서까래 세 개에 쓰여 있는 순치이년갑신오월(順治二年甲申五月)의 묵서명(墨書銘)으로 미루어 보아 이 건물이 1645년(인조 23)에 건축된 것임을 알 수 있다.

## 특징
통도사는 우리 나라 3대 사찰 중 하나로 손꼽히는 큰 절로, 신라 선덕여왕 15년(646)에 자장율사가 세웠다.
대웅전은 원래 석가모니를 모시는 법당을 가리키지만, 이곳 통도사의 대웅전에는 불상을 따로 모시지 않고 건물 뒷면에 금강계단(金剛戒壇)을 설치하여 부처님의 진신사리를 모시고 있다. 그 때문에 통도사라는 절 이름도 금강계단을 통하여 도를 얻는다는 의미와 진리를 깨달아 중생을 극락으로 이끈다는 의미에서 통도(通度)라고 하였다 한다. 지금 건물은 신라 선덕여왕 때 처음 지었고, 임진왜란 때 불에 탄 것을 조선 인조 23년(1645)에 다시 지은 것이다.
규모는 앞면 3칸·옆면 5칸이고, 지붕은 앞면을 향해 T자형을 이룬 특이한 구성을 갖추고 있다. 지붕 처마를 받치기 위해 장식하여 짠 공포구조가 기둥 위뿐만 아니라 기둥 사이에도 있는 다포계 양식으로 꾸몄다. 건물 바깥쪽 기단 부분과 돌계단 층계석, 계단 양쪽(소맷돌)부분에서는 통일신라시대의 양식을 이어받은 뛰어난 연꽃조각을 볼 수 있다.
불가에서 금강계단은 승려가 되는 과정 중 가장 중요한 수계의식이 이루어지는 곳이다. 부처님이 항상 그곳에 있다는 상징성을 띠고 있으며, 지금 있는 금강계단은 고려·조선시대를 거쳐 여러 차례 수리한 것이다. 양식은 우리나라의 전통적인 금강계단 형태를 띠고 있는데, 가운데에 종 모양의 석조물을 설치하여 사리를 보관하고 있다. 1층 기단 안쪽 면에는 천인상을 조각하고 바깥쪽 면은 불법을 지키는 수호신인 제석의 모습을 조각하였다.
지은 연대를 확실하게 알 수 있는 조선 중기의 대표적 건축인 대웅전과 부처님의 진신사리를 담고 있는 금강계단은 각각 건축 구조와 건축사 연구, 계단(戒壇)이 가지고 있는 그 의미에서 중요한 문화재로 평가받고 있다. 

## 현지 안내문
대웅전은 상로전 영역의 중심건물이자 통도사를 대표하는 목조 건축물이다. 건물 뒤편에 자장율사가 가져온 부처님의 진신사리를 모신 금강계단이 있어 내부에는 불상을 따로 봉안하지 않은 것으로 유명하다. 646년(신라 선덕여왕 15)에 처음 지은 후 수차례 중건과 중수를 거듭했으며, 지금의 건물은 임진왜란 때 소실된 것을 1644년(인조 22)에 우운대사가 고쳐 지은 것이다.
대웅전은 두 개의 건물을 복합시킨 형태로 내부의 기둥 배열이 다른 건물과는 독특한 형태를 이루고 있다. 지붕은 '정丁'자형을 이루고 있어 앞면과 뒷면, 옆면이 모두 정면처럼 보인다. 대웅전에는 건물의 다양한 성격을 반영하듯 동쪽에는 대웅전, 서쪽에는 대방광전, 남쪽에는 금강계단, 북쪽에는 적멸보궁이라는 현판이 걸려있다. 특히 금강계단의 글씨는 흥선대원군의 친필로 유명하다.
금강계단은 승려가 되는 과정 중 가장 중요한 수계 의식이 이루어지는 곳이다. 계단 가운데는 부처님의 진신사리를 모시기 위해 종 모양의 석조물을 마련하였는데, 이는 부처님이 항상 계시는 것을 상징하는 것이다.

## 같이 보기
- 통도사
- 양산 통도사 봉발탑

## 갤러리

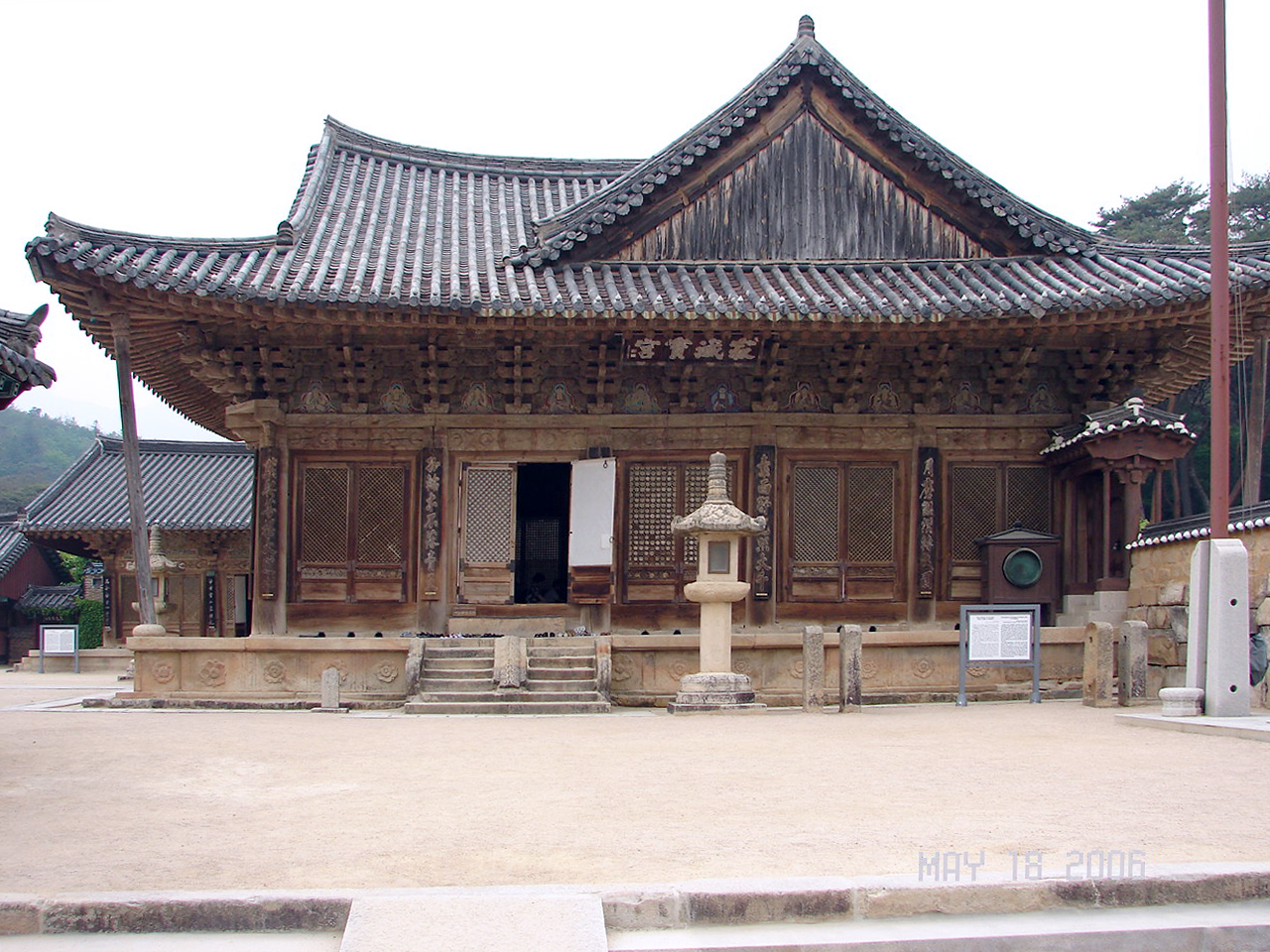
대웅전
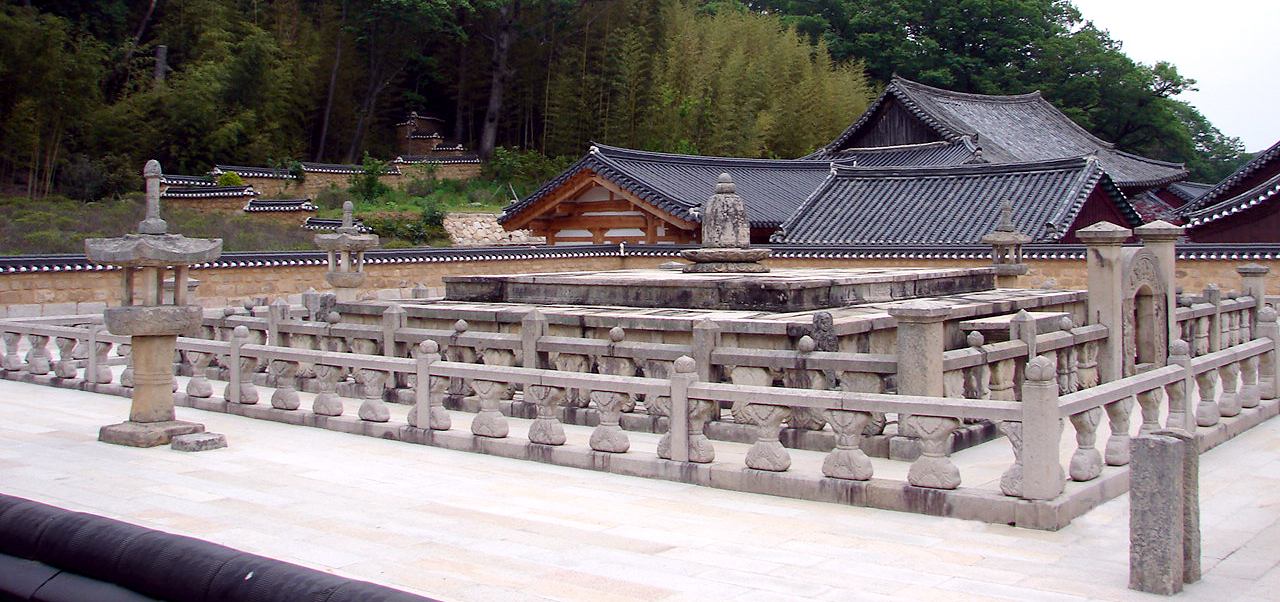
금강계단 진신사리 자비보탑
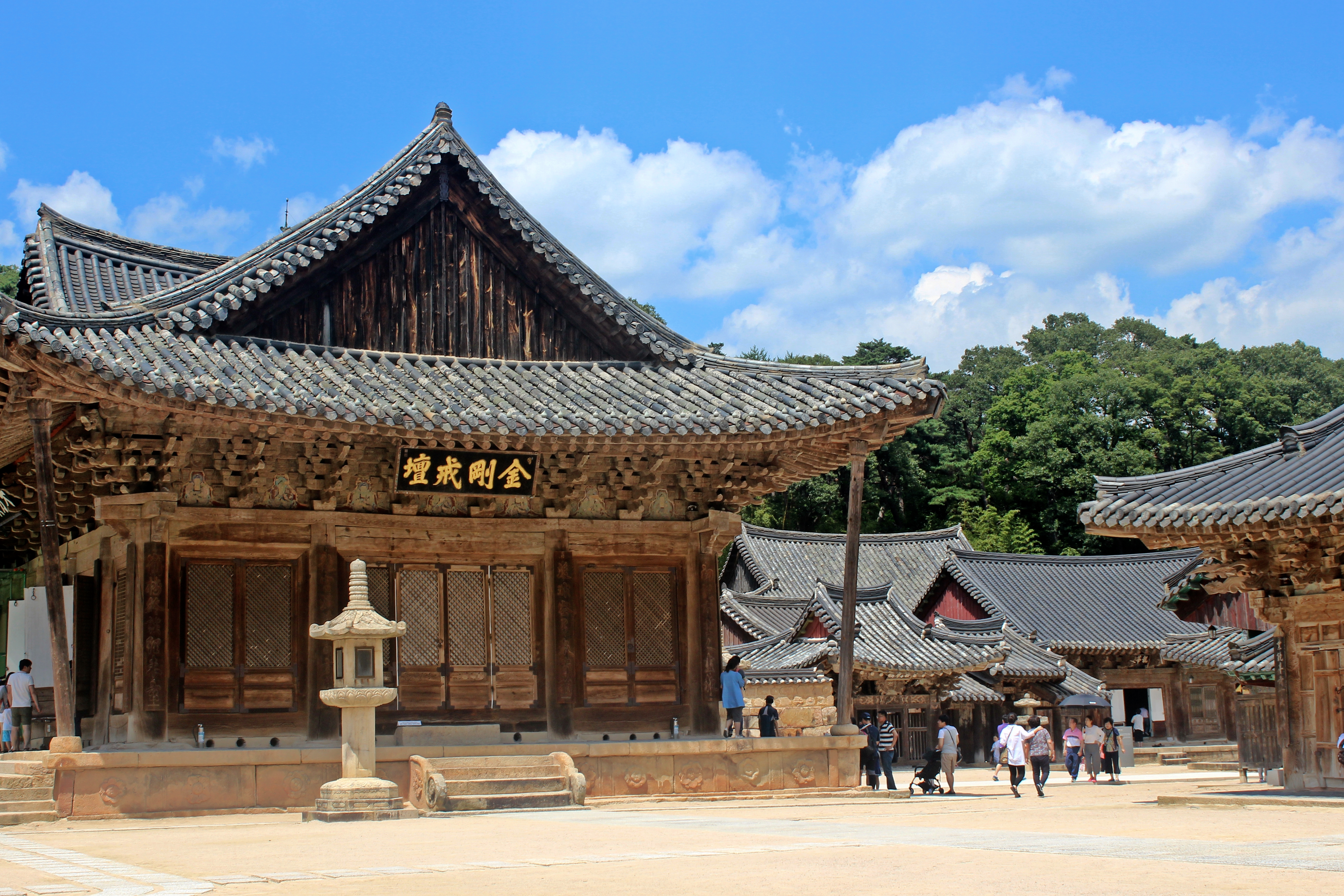
금강계단

## 참고 자료
- 양산 통도사 대웅전 및 금강계단 - 국가유산청 국가유산포털